# Rafael Urdaneta (khu tự quản)
Rafael Urdaneta là một khu tự quản thuộc bang Táchira, Venezuela. Thủ phủ của khu tự quản Rafael Urdaneta đóng tại Delicias. Khự tự quản Rafael Urdaneta có diện tích 187 km2, dân số theo điều tra dân số ngày 21 tháng 10 năm 2001 là 6239 người.